# Jeux de la Caribbean Free Trade Association de 2011
Navigation
Jeux de la CARIFTA de 2010 Jeux de la CARIFTA de 2012
Les 40es Jeux de la Caribbean Free Trade Association (abrégée CARIFTA) se sont déroulés à Montego Bay du 23 au 25 avril 2011 au Catherine Hall Sports Complex. Les résultats sont répartis en deux catégories, juniors (moins de 20 ans) et cadets (moins de 17 ans), sauf les épreuves combinées, la perche et 3000 mètres femmes qui regroupent les deux catégories d'âge (OPEN).

## Résultats

### Junior(e)s

#### Hommes
| Épreuves                                   | Or                                     | Argent                           | Bronze                        |
| ------------------------------------------ | -------------------------------------- | -------------------------------- | ----------------------------- |
| 100 m Vent : - 0,2 m/s                     | Jazeel Murphy 10 s 27                  | Kemar Bailey-Cole 10 s 28        | Shavez Hart 10 s 51           |
| 200 m Vent : - 1,1 m/s                     | Delano Williams 21 s 04                | Moriba Morain 21 s 05            | Odail Todd 21 s 08            |
| 400 m                                      | O'Jay Ferguson 46 s 49                 | Javere Bell 46 s 89              | Stephen Newbold 47 s 32       |
| 800 m                                      | Antonio Mascoll 1 min 50 s 20          | Shaquille Dill 1 min 50 s 10     | Mark London 1 min 53 s 80     |
| 1 500 m                                    | Matthew Wright 3 min 58 s 89           | James Audley Carey 4 min 03 s 07 | Ibrahim Hinds 4 min 04 s 38   |
| 5 000 m                                    | Khari Bowen 15 min 07 s 58             | Matthew Wright 15 min 29 s 59    | Orane Wint 15 min 35 s 57     |
| 110 m haies Haies de 99 cm Vent: - 0,8 m/s | Stefan Fennell 13 s 79                 | Tyrell Forde 13 s 89             | Omar McCleod 14 s 10          |
| 400 m haies                                | Omar McCleod 52 s 42                   | Brandon Benjamin 53 s 22         | Tremaine Maloney 53 s 48      |
| Saut en hauteur                            | Domanique Missick 2,15 m               | Ryan Ingraham 2,10 m             | Quinten Siberie 2,00 m        |
| Saut à la perche Toutes catégories         | Xavier Boland 4,40 m                   | Shem Edward 4,40 m               | Kazuma DAvis 4,00 m           |
| Saut en longueur                           | Genard Paul 7,19 m                     | Clive Pullen 7,15 m              | Charles Greaves 7,11 m        |
| Triple saut                                | Elton Walcott 15,98 m                  | Lathone Minns 15,24 m            | Jean-Noël Cretinoir 14,82 m   |
| Lancer du poids Poids de 6 kg              | Ashinia Miller 19,47 m Games Record    | Traves Smikle 18,58 m            | Akeem Stewart 16,86 m         |
| Lancer du disque Disque de 1,5 kg          | Traves Smikle 62,84 m                  | Akeem Stewart 51,50 m            | Kellon Alexis 50,60 m         |
| Lancer du javelot                          | Keshorn Walcott 72,04 m (Games Record) | Emron Gibbs 63,57 m              | Nicoliai Bovei 58,42 m        |
| Heptathlon                                 | Kemar Jones 4 662 points               | Andell Joseph 4 581 points       | Lindon Toussaint 4 544 points |
| Relais 4 × 100 mètres                      | Jamaïque 39 s 79                       | Trinité-et-Tobago 39 s 91        | Bahamas 40 s 29               |
| Relais 4 × 400 mètres                      | Trinité-et-Tobago 3 min 08 s 96        | Jamaïque 3 min 09 s 41           | Barbade 3 min 14 s 06         |

#### Femmes
| Épreuves                           | Or                             | Argent                          | Bronze                          |
| ---------------------------------- | ------------------------------ | ------------------------------- | ------------------------------- |
| 100 m Vent : - 0,8 m/s             | Anthonique Strachan 11 s 38    | Michelle-Lee Ahye 11 s 44       | Christania Williams 11 s 52     |
| 200 m Pas de vent                  | Anthonique Strachan 23 s 17    | Shericka Jackson 23 s 48        | Celia Walters 24 s 26           |
| 400 m                              | Olivia James 52 s 64           | Chrisann Gordon 52 s 74         | Afia Charles 54 s 23            |
| 800 m                              | Simoya Campbell 2 min 08 s 77  | Sonia Gaskin 2 min 11 s 69      | Dawnell Collymore 2 min 12 s 79 |
| 1 500 m                            | Shantal Duncan 4 min 41 s 61   | Magalie Penelope 4 min 42 s 65  | Hughnique Rolle 4 min 43 s 97   |
| 3 000 m Toutes catégorie           | Hughnique Rolle 10 min 27 s 32 | Ashley Berry 10 min 44 s 24     | Kendra Richards 10 min 56 s 28  |
| 100 m haies Vent : + 0,5 m/s       | Chrisdale McCarthy 13 s 97     | Sade Mariah Greenidge 14 s 00   | Kenrisha Brathwaithe 14 s 15    |
| 400 m haies Haies de 76 cm         | Janieve Russell 57 s 71        | Katrina Seymour 58 s 04         | Kernehsa Spann 59 s 19          |
| Saut en hauteur                    | Petergaye Reid 1,78 m          | Thea Lafond 1,75 m              | Jeanelle Scheper 1,70 m         |
| Saut en longueur                   | Shanice Porter 6,12 m          | Nickeva Wilson 5,86 m           | Karene Rebus 5,74 m             |
| Triple saut                        | Nickeva Wilson 12,83 m         | Tamara Myers 12,35 m            | Thea Lafond 12,30 m             |
| Lancer du poids                    | Laurianne Laurendot 13,80 m    | Kellion Knibb 13,89 m           | Edlyn Edgecombe 12,93 m         |
| Lancer du disque                   | Sashagay Marston 45,26 m       | Kellion Knibb 42,49 m           | Leah Bannister 38,09 m          |
| Lancer du javelot Javelot de 600 g | Alexie Alaïs 47,24 m           | Kellion Knibb 45,38 m           | Myriam Sacama-Isidore 42,15 m   |
| Pentathlon                         | Audilia Da Vega 3 769 points   | Devinn Cartwright 3 380 points  | Glevene Grange 3 321 points     |
| Relais 4 × 100 mètres              | Jamaïque 44 s 08 Games record  | Trinité-et-Tobago 45 s 80       | Seuls deux médaillés            |
| Relais 4 × 400 mètres              | Jamaïque 3 min 31 s 47         | Trinité-et-Tobago 3 min 39 s 88 | Bahamas 3 min 41 s 05           |